# Aniceto Aramoni
Aniceto Aramoni (Minatitlán, Veracruz, México, 29 de noviembre de 1916 - Ciudad de México, 4 de diciembre de 2012) fue un psicoanalista mexicano, el alumno más destacado de Erich Fromm y director del Instituto Mexicano de Psicoanálisis (en Copilco, al sur de la Ciudad de México). Su gran contribución fue haber aplicado la teoría y práctica psicoanalíticas a la población mexicana. Falleció, a causa de una neumonía, a los 96 años.

## Antecedentes
El doctor Aramoni formó parte de la primera generación del núcleo llamado "Los 13 Apóstoles", que incluyó también a  Guillermo Dávila,  Jorge Derbez, José F. Díaz, Ramón de la Fuente Muñiz y Armando Hinojosa, médicos que de 1951 a 1956 formaron también el Grupo Mexicano de Estudios Psicoanalíticos, primera generación formada por Erich Fromm. Se tituló como médico cirujano en la Universidad Nacional Autónoma de México (UNAM). Se especializó en psiquiatría y en psicoanálisis. Fue el pilar (supervisor y analista didacta) de los alumnos en formación del Instituto Mexicano de Psicoanálisis hasta su muerte: formando grupos de estudio, de supervisión y análisis hasta sus últimos años de vida.

## Obras y contribuciones
Fue autor y coordinador de títulos como:
- Psicoanálisis de la dinámica de un pueblo
- Jóvenes y viejos: polémica entre generaciones
- Mister psicoanálisis: comentario a la vida del hombre de los lobos
- La neurosis, criatura del hombre
- Cuatro neurosis en busca de argumento: la praxis psicoanalítica (coordinador; otros autores: Javier Arteaga, Sonia Gojman de Millán, Juan Grijalva y Salvador Millán)
- Vivir es consumir el tiempo: la función sin límites
- El mexicano, un ser aparte
- Significación del psicoanálisis dentro de la existencia
- Fromm: el amigo, el terapeuta, el hombre universal
- ¿Nuevo psicoanálisis?
- Las paranoias

Participó en diversos foros internacionales en México y en Zúrich. Impartió seminarios clínicos en el Centro de Estudios y Aplicación del Psicoanálisis de Madrid
Fue supervisor, analista didacta y pilar del Instituto mexicano de Psicoanálisis hasta su muerte. Su último seminario sobre la Paranoia, permitió la publicación del libro Las Paranoias: última publicación del doctor con su grupo de estudio clínico.
Autor de la novela "Alí el maldito", publicada en México en 1977 por la Editorial Joaquín Mortiz.

## Contribuciones
Consideraba que México es "muy inmaduro, miedoso, dependiente, infantil e improductivo". Su visión sobre la neurosis resulta fundamental en la práctica psicoanalítica actual. 